# Nazionale maschile di pallacanestro della Gran Bretagna
La nazionale maschile di pallacanestro della Gran Bretagna (in inglese: Great Britain men's national basketball team) è la squadra nazionale maschile che rappresenta la Gran Bretagna (esclusa l'Irlanda del Nord) nelle competizioni di pallacanestro per nazioni gestite dalla FIBA e l'intero Regno Unito (inclusa quindi l'Irlanda del Nord) nei tornei olimpici; agisce sotto il coordinamento della British Basketball Federation.

## Storia

### Prima Nazionale britannica (1936-1948)
Il basket non è mai stato uno sport molto popolare nel Regno Unito e la squadra britannica ha partecipato solamente alla Olimpiade di Londra 1948. In quell'unica partecipazione, vinse solo una delle sette gare giocate (contro l'Irlanda nel torneo di consolazione per decidere le squadre dal 17º posto in poi).
Dopo l'evento olimpico, il progetto di un unico team nazionale fu accantonato e nelle massime competizioni internazionali la pallacanestro britannica fu rappresentata, con risultati molto spesso deludenti, dalle Nazionali di Inghilterra, Scozia e Galles.

### Seconda Nazionale britannica (dal 2005)
Quando Londra ha acquisito i diritti per organizzare la Olimpiade 2012, gli organizzatori hanno voluto che gli atleti britannici fossero competitivi in tutti gli sport, incluso il basket.
La nuova squadra fu formata il 1º dicembre 2005 dalle Federazioni inglese, scozzese e gallese, tutte affiliate indipendentemente alla FIBA. Luol Deng, giocatore NBA dei Chicago Bulls, è stato designato come il leader della squadra ed il suo impatto, assieme agli altri giocatori cardini del progetto Ben Gordon, Robert Archibald e Andrew Betts, è stato immediato, portando il Regno Unito alla promozione dalla Division B alla Division A, il minimo richiesto dalla FIBA per poter partecipare alle olimpiadi.
Alla prima stagione nel nuovo livello, nel 2008, la nazionale britannica ha vinto il girone di qualificazione all'Eurobasket 2009 che includeva Israele, Bosnia ed Erzegovina e Rep. Ceca.
All'Eurobasket 2009, ha raggiunto il 13º posto su 16 squadre partecipanti, risultando fra le eliminate al primo turno.
Partecipa a tutte le competizioni internazionali FIBA con le rappresentative maggiori e Under 20, mentre quelle più giovani competono separatamente.

## Piazzamenti
Nel periodo 1948-2005 non ha mai partecipato come nazionale unificata.

### Olimpiadi
- 1948 - 20°
- 2012 - 9°

### Campionati europei
- 2009 - 13°
- 2011 - 13°
- 2013 - 13°
- 2017 - 22°
- 2022 - 24°

## Formazioni

### Olimpiadi
Pallacanestro ai Giochi della XIV Olimpiade3 Price, 4 Norris, 5 S. Weston, 6 Davies, 7 Finlay, 8 Hunt, 9 Cole, 10 D. Legg, 11 R. Legg, 12 H. Weston, 13 Eke, 14 Stan McMeekan, 15 Sid McMeekan,        All. James Clay
Pallacanestro ai Giochi della XXX Olimpiade - Torneo maschile4 Achara, 5 Lawrence, 6 Lenzly, 7 Mensah-Bonsu, 8 Sullivan, 9 Deng, 10 Archibald, 11 Freeland, 12 Reinking, 13 Clark, 14 Johnson, 15 Boateng,        All. Chris Finch

### Europei
Campionato europeo maschile di pallacanestro 20094 Hart, 5 Achara, 6 Lenzly, 7 Mensah-Bonsu, 8 Sullivan, 9 George, 10 Archibald, 11 Freeland, 12 Reinking, 13 Clark, 14 Boyd, 15 Betts,        All. Chris Finch
Campionato europeo maschile di pallacanestro 20114 Adegboye, 5 Lawrence, 6 Lenzly, 7 van Oostrum, 8 Sullivan, 9 Deng, 10 Archibald, 11 Freeland, 12 Reinking, 13 Clark, 14 Boateng, 15 Johnson,        All. Chris Finch
Campionato europeo maschile di pallacanestro 20134 Achara, 5 Lawrence, 6 Robinson, 7 van Oostrum, 8 Sullivan, 9 Murray, 10 Hesson, 11 Fraser, 12 Clark, 13 Adegboye, 14 Boateng, 15 Johnson,        All. Joe Prunty
Campionato europeo maschile di pallacanestro 20170 Dang-Akodo, 1 Johnson, 3 Mockford, 4 Lawrence, 5 Okereafor, 10 Clark, 11 Murray, 13 Boateng, 19 Nelson, 20 Achara, 25 Olaseni, 44 Josephs,        All. Joe Prunty
Campionato europeo maschile di pallacanestro 20220 Olaseni, 3 Mockford, 6 Nelson, 10 Clark, 13 Bigby-Williams, 22 Hesson, 23 Lautier-Ogunleye, 24 Wheatle, 32 Whelan, 33 Anderson, 77 van Oostrum, 00 Soko,       All. Nate Reinking

## Nazionali giovanili
- Selezioni giovanili della nazionale maschile di pallacanestro della Gran Bretagna